# Венустиано-Карранса (Чьяпас)
Венустиано-Карранса (исп. Venustiano Carranza) — город в Мексике, штат Чьяпас, входит в состав одноимённого муниципалитета и является его административным центром. Численность населения, по данным переписи 2020 года, составила 16 144 человека.

## Общие сведения
В 1557 году доминиканские монахи построили монастырь Святого Варфоломея для евангелизации местного населения.
В 1560 году вблизи монастыря была основана деревня Сан-Бартоломе-де-лос-Льянос (исп. San Bartolomé de los Llanos).
7 июня 1833 года губернатор Хоакин Мигель Гутьеррес присвоил поселению статус вильи, а 27 мая 1852 года губернатор Фернандо Николас Мальдонадо присвоил статус города.
13 февраля 1934 года губернатор Викторио Грахалес переименовал город в честь политического деятеля и президента Мексики — Венустиано Каррансы.